# Грищенко Олексій Володимирович
Олексій Володимирович Грищенко (нар. 7 березня 1978, Амурське, Красногвардійський район, Кримська область, УРСР) — російський та український футболіст, захисник та півзахисник.

## Життєпис

### «Таврія» та «Торпедо»
Футбольну кар'єру розпочав у сімферопольській «Таврії». Дебютував у футболці «кримців» 12 травня 1995 року в програному (0:2) виїзному поєдинку 27-о туру Вищої ліги проти тернопільської «Ниви». Олексій вийшов на поле в стартовому складі та відіграв увесь матч. Цей матч виявився єдиним для Грищенка в сімферопольському клубі. У 1996 році переходить до мелітопольського «Торпедо». У футболці клубу з Запорізької області дебютував 24 серпня 1996 року в нічийному (3:3) домашньому поєдинку 3-о туру групи Б Другої ліги проти іллічівського «Портовика». Олексій вийшов на поле в стартовому складі, а на 76-й хвилині його замінив Андрій Борисенко. Єдиним голом за мелітопольський колектив відзначився 1 квітня 1998 року на 74-й хвилині переможного (2:0) домашнього поєдинку 18-о туру групи Б Другої ліги проти кіровоградської «Зірки-2». Грищенко вийшов на поле в стартовому складі та відіграв увесь матч. У футболці «Торпедо» в Другій лізі чемпіонату України зіграв 80 матчів та відзначився 1 голом, ще 3 поєдинки провів у кубку України. У сезоні 1998/99 років також виступав за аматорський колектив «Орбіта» (Красногвардійське).

### Повернення в «Таврію», оренди
У 1999 році повернувся до «Таврії», проте в основі не грав. Вперше вийшов на поле в складі основного складу 11 березня 2000 року в переможному (2:1) виїзному поєдинку 1/16 фіналу кубку України проти «Явора-Сум». Олексій вийшов на поле в стартовому складі, а на 48-й хвилині його замінив Сергій Аверін. У чемпіонаті України дебютував за сімферопольський колектив 22 квітня 2000 року в нічийному (0:0) виїзному поєдинку 21-о туру Вищої ліги проти донецького «Металурга». Грищенко вийшов на поле на 75-й хвилині, замінивши Сергія Єсіна. У другій частині сезону 1999/00 років зіграв за «Таврію» 4 матчі у Вищій лізі та 1 поєдинок у кубку України. Потім був відданий в оренду армянському «Титану». Дебютував за армянський колектив 29 липня 2000 року в переможному (1:0) виїзному поєдинку попереднього етапу кубку України проти СК «Херсону». Олексій вийшов на поле в стартовому складі та відіграв увесь матч. У Другій лізі дебютував у складі «Титану» 12 серпня 2000 року в переможному (2:0) домашньому поєдинку 1-о туру групи Б проти комсомольського «Гірника-спорту». Грищенко вийшов на поле в стартовому складі та відіграв увесь матч. Дебютним голом у футболці армянського колективу відзначився 16 серпня 2000 року на 81-й хвилині переможного (2:0) виїзного поєдинку 1/8 фіналу кубку України проти сумського «Фрунзенця-Ліга-99». Олексій вийшов на поле в стартовому складі та відіграв увесь матч. Дебютним голом у Другій лізі за «Титан» відзначився 22 жовтня 2000 року на 77-й хвилині програного (2:4) виїзного поєдинку 12-о туру групи Б проти криворізького «Кривбаса-2». Грищенко вийшов на поле в стартовому складі та відіграв увесь матч. У складі армянського клубу був стабільним гравцем основного складу, зіграв 26 матчів та відзначився 4-а голами.
Сезон 2001/02 років знову розпочав оренді, у сімферопольському «Динамо». Дебютував у складі «динамівців» 22 липня 2001 року в програному (0:1) виїзному поєдинку 1-о туру групи Б Другої ліги проти армянського «Титану». Грищенко вийшов на поле в стартовому складі та відіграв увесь матч, а на 71-й хвилині отримав жовту картку. Дебютним голом за сімферопольців відзначився 22 серпня 2001 року на 89-й хвилині програного (1:2) виїзного поєдинку 5-о туру групи Б Другої ліги проти запорізького «Металурга-2». Олексій вийшов на поле в стартовому складі та відіграв увесь матч. Другу частину сезону 2001/02 років провів у «Таврії», але за цей час зіграв усього 1 поєдинок у Вищій лізі. Наступний сезон також розпочав у сімферопольському «Динамо», кольори якого захищав (з перервою у травні 2004 року) до завершення сезону 2003/04. У травні 2004 року повернувся в «Таврію». Єдиним голом у складі «таврійців» відзначився 22 травня 2004 року на 47-й хвилині нічийного (1:1) виїзного поєдинку 26-о туру Вищої ліги проти луцької «Волині». Грищенко вийшов на поле в стартовому складі та відіграв увесь матч. По завершенні сезону в Олексія завершився контракт з клубом, а «Таврія» вирішила не продовжувати його. Загалом у складі «таврійців» у Вищій лізі зіграв 7 матчів та відзначився 1 голом, ще 1 матч провів у кубку України. Напередодні початку сезону 2004/05 підписав повноцінний контракт з сімферопольським «Динамо-ІгроСервісом». У команді відіграв ще один рік. Загалом у футболці сімферопольських «динамівціву» у Другій та Першій лігах чемпіонату України зіграв 118 матчів та відзначився 40-а голами, ще 4 матчі (1 гол) провів у кубку України.

### «Кримтеплиця»
У 2005 році підсилив «Кримтеплицю». Дебютував за команду з Молодіжного 30 липня 2005 року в програному (0:1) виїзному поєдинку 1-о туру Першої ліги проти луганської «Зорі». Олексій вийшов на поле в стартовому складі та відіграв увесь матч. Дебютним голом за «Кримтеплицю» відзначився 20 серпня 2005 року на 12-й хвилині (реалізував пенальті) переможного виїзного поєдинку 3-о туру Першої ліги проти «Бершаді». Грищенко вийшов на поле в стартовому складі та відіграв увесь матч. У складі команди з Молодіжного був гравцем основного складу, у Першій лізі провів 56 матчів та відзначився 6-а голами, ще 4 матчі (1 гол) провів у кубку України.

### «Фенікс-Іллічовець»
У 2007 році підсилив «Фенікс-Іллічовець». Дебютував за команду з Калініно 19 липня 2007 року в програному (0:2) виїзному поєдинку 1-о туру Першої ліги проти маріупольського «Іллічівця». Олексій вийшов на поле в стартовому складі та відіграв увесь матч. Дебютним голом за нову команду відзначився 24 серпня 2007 року на 56-й хвилині програного (1:5) виїзного поєдинку 7-о туру Першої ліги проти «Кримтеплиці». Грищенко вийшов на 15-й хвилині, замінивши Євгена Сайка. У футболці «Фенікс-Іллічовця» провів півтора сезони, був гравцем основного складу. У Першій лізі відіграв 54 матчі та відзначився 5-а голами, ще 4 поєдинки провів у кубку України. Під час зимової перерви залишив команду та завершив кар'єру професіонального футболіста.

### Виступи на аматорському рівні
По завершенні кар'єри гравця отримав російське громадянство. З 2015 по 2017 рік виступав за російський аматорський колектив «Медвежі Озера»/«Ведмеді» з однойменного селища, який виступав у чемпіонаті Московської області та першій лізі обласного чемпіонату. У сезоні 2017/18 років виступав за футзальний клуб «Шураві» (Нижньогорський).